# Località Spighe Verdi (2018)
Elenco delle 31 località italiane insignite del riconoscimento Spighe Verdi dalla FEE Italia per l'anno 2018.

## Distribuzione per regione
| Regione  | Spighe Verdi | Differenza 2017 |
| -------- | ------------ | --------------- |
| Marche   | 6            | Stabile         |
| Campania | 5            | Stabile         |
| Toscana  | 5            | Stabile         |
| Puglia   | 3            | 1               |
| Veneto   | 3            | 2               |
| Abruzzo  | 2            | 1               |
| Lazio    | 2            | Stabile         |
| Calabria | 1            | 1               |
| Liguria  | 1            | Stabile         |
| Piemonte | 1            | Stabile         |
| Sicilia  | 1            | 1               |
| Umbria   | 1            | Stabile         |
| Totale   | 31           | 4               |

## Dettaglio località

### Abruzzo
| N. | Provincia | Località   |
| -- | --------- | ---------- |
| 1  | Teramo    | Tortoreto  |
| 2  | Teramo    | Giulianova |

### Calabria
| N. | Provincia | Località   |
| -- | --------- | ---------- |
| 3  | Cosenza   | Trebisacce |

### Campania
| N. | Provincia | Località       |
| -- | --------- | -------------- |
| 4  | Napoli    | Massa Lubrense |
| 5  | Salerno   | Positano       |
| 6  | Salerno   | Agropoli       |
| 7  | Salerno   | Ascea          |
| 8  | Salerno   | Pisciotta      |

### Lazio
| N. | Provincia | Località         |
| -- | --------- | ---------------- |
| 9  | Roma      | Canale Monterano |
| 10 | Latina    | Gaeta            |

### Liguria
| N. | Provincia | Località |
| -- | --------- | -------- |
| 11 | Genova    | Lavagna  |

### Marche
| N. | Provincia       | Località      |
| -- | --------------- | ------------- |
| 12 | Pesaro e Urbino | Mondolfo      |
| 13 | Ancona          | Numana        |
| 14 | Macerata        | Matelica      |
| 15 | Macerata        | Montecassiano |
| 16 | Macerata        | Esanatoglia   |
| 17 | Ascoli Piceno   | Grottammare   |

### Piemonte
| N. | Provincia | Località |
| -- | --------- | -------- |
| 18 | Cuneo     | Alba     |

### Puglia
| N. | Provincia | Località     |
| -- | --------- | ------------ |
| 19 | Taranto   | Castellaneta |
| 20 | Brindisi  | Ostuni       |
| 21 | Brindisi  | Carovigno    |

### Sicilia
| N. | Provincia | Località |
| -- | --------- | -------- |
| 22 | Ragusa    | Ragusa   |

### Toscana
| N. | Provincia | Località              |
| -- | --------- | --------------------- |
| 23 | Siena     | Castellina in Chianti |
| 24 | Livorno   | Bibbona               |
| 25 | Livorno   | Castagneto Carducci   |
| 26 | Firenze   | Fiesole               |
| 27 | Grosseto  | Massa Marittima       |

### Umbria
| N. | Provincia | Località   |
| -- | --------- | ---------- |
| 28 | Perugia   | Montefalco |

### Veneto

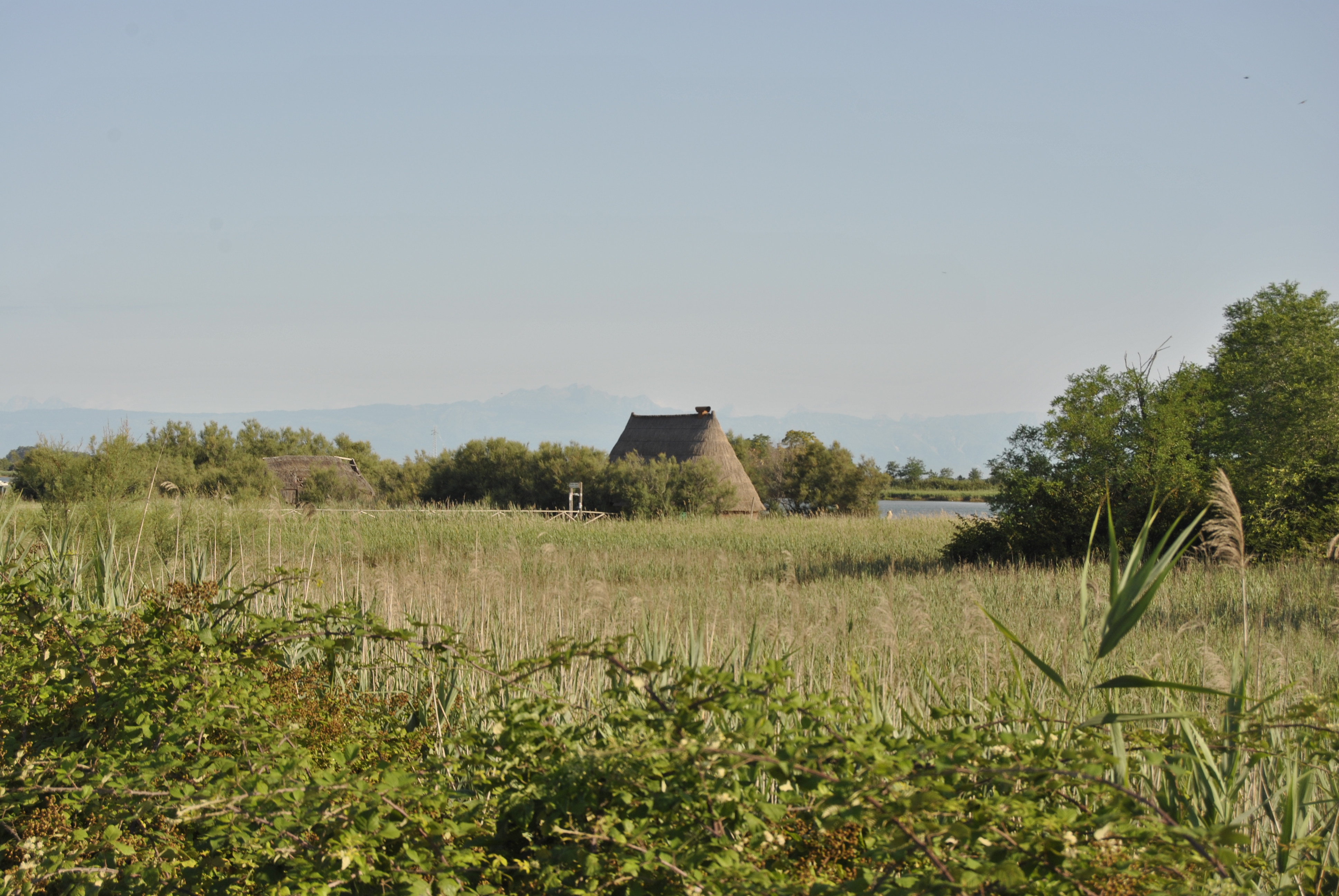
Casoni di Caorle

| N. | Provincia | Località          |
| -- | --------- | ----------------- |
| 29 | Belluno   | Calalzo di Cadore |
| 30 | Venezia   | Caorle            |
| 31 | Padova    | Montagnana        |